# Komisarivka (Lugansk)
Komisarivka (en ucraniano: Комісарівка, en ruso: Комиссаровка, romanizado: Komissarovka) es un pueblo ucraniano perteneciente al óblast de Lugansk. Situado en el este del país, hasta 2020 era parte del raión de Krasnodón, pero hoy es parte del raión de Lugansk y del municipio (hromada) de Molodogvardisk. Sin embargo, según el sistema administrativo ruso que ocupa y controla la región, Komisarivka sigue perteneciendo al raión de Krasnodón. 
El pueblo se encuentra ocupado por Rusia desde la guerra del Dombás, siendo administrado como parte de la de facto República Popular de Lugansk y luego ilegalmente integrado en Rusia como parte de la República Popular de Lugansk rusa.

## Toponimia
El nombre del pueblo se forma a partir de la palabra comisionado. la elección de la palabra formadora está motivada por el cargo de terrateniente y fundador del pueblo Yejor Pávlovich Miliutinov.

## Historia
El pueblo fue fundado en la segunda mitad del siglo XVIII sobre los derechos de una dacha de rango, el territorio está habitado por nativos de las gobernaciones de Kiev, Chernígov, Poltava y Yekaterinoslav.
En 2014, durante la guerra del Dombás, los separatistas prorrusos tomaron el control de Komisarivka y desde entonces está controlado por la autoproclamada República Popular de Lugansk. El 31 de enero de 2015, entre Komisarivka y Zorinsk, la artillería ucraniana destruyó una columna de equipo militar rebelde proveniente de Brianka.

## Demografía
Según el censo de 2001, la gran mayoría de la población tiene como lengua materna el ruso (69,43%), seguidos por los hablantes de ucraniano (30,57%).